# 3897 Лоухі
3897 Лоухі (3897 Louhi) — астероїд головного поясу, відкритий 8 вересня 1942 року.
Тіссеранів параметр щодо Юпітера — 3,342.